# 佐藤政吉
佐藤 政吉（さとう まさきち、安政4年（1857年）11月7日 - 昭和9年（1934年）11月17日）は、神奈川県中郡秦野町の実業家、政治家、クリスチャン。

## 経歴
1857年（安政4年）、曽屋村の製油業「大安（だいやす）」を経営する商家に生まれ、1874年（明治7年）に17歳で父が亡くなったことで家業を継ぐ。明治20年頃から醤油醸造業にも進出し、成功を収める。さらに、地方銀行業の草分けとなる相模銀行の前身「共伸社」の設立に関わり、その後、相模銀行取締役、秦野銀行頭取を務める。
曽屋村からコレラ蔓延による死者を出したことを憂えて、町内他の篤志家と協力して、国内初の民間による上水道、曽屋水道の設置に貢献する。
のち、中郡会議員、秦野町会議員、神奈川県会議員等を経て、第2代秦野町長（1893年 - 1897年）を務める。
明治初期の神奈川県中西部へのキリスト教伝道を受けて、近隣でもいち早く、1889年には洗礼を受け、以後、妻子とともに信仰を深めて、自宅を集会場として提供したり、聖路加秦野教会の設立に関わるなど、敬虔なクリスチャンとして秦野地域での教会活動に尽力する。
家族は妻3人のあいだに11子（4男7女）をもうけた。末子のいね子は日本初の女性文学博士号を取得した英文学者の近藤いね子。